# Hamus qingming
Espèce
Hamus qingming est une espèce d'araignées aranéomorphes de la famille des Synotaxidae.

## Répartition
Cette espèce est endémique du Fujian en Chine,. Elle se rencontre dans le xian de Nanjing.

## Description
Le mâle holotype mesure 1,28 mm et la femelle paratype 1,79 mm.

## Systématique et taxinomie
Cette espèce a été décrite par Yao, Liu et Lin en 2025.

## Publication originale
- Wang, Yao, Lyu, Liu & Lin, 2025 : « Two new species of Synotaxidae from eastern China (Araneae, Synotaxidae). » ZooKeys, vol. 1248, p. 1-16 (texte intégral).